# Międzynarodowe połączenie telefoniczne
Międzynarodowe połączenie telefoniczne – połączenie telefoniczne wykonywane pomiędzy końcowymi (abonenckimi) stacjami telefonicznymi znajdującymi się w różnych krajach (w przypadku telefonii stacjonarnej) lub obsługiwanych przez operatorów telekomunikacyjnych działających w różnych krajach.
Sposób rozpoczynania takiego połączenia (wybierania numeru telefonu docelowego) jest specyficzny dla stacji inicjującej połączenie (poniżej znak „-” służy wyłącznie do oddzielania grup cyfr pełniących konkretną rolę):
- stacja operatora z Polski – wzywana stacja w Rosji (kod kraju 7) z numerem 495 1234567, gdzie 495 to wskaźnik moskiewskiej strefy numeracyjnej, 1234567 to umowny numer stacji abonenckiej w moskiewskiej strefie numeracyjnej:
  - numer wybierany na inicjującej połączenie stacji stacjonarnej: 00-7-495-1234567
  - numer wybierany na inicjującej połączenie stacji komórkowej: +7-495-1234567 lub 00-7-495-1234567
- stacja operatora z innych krajów – wzywana stacja w Polsce (kod kraju 48) z numerem 52 1234567, gdzie 52 to wskaźnik bydgoskiej strefy numeracyjnej, 1234567 to umowny numer stacji abonenckiej w bydgoskiej strefie numeracyjnej:
  - z Rosji
    - numer wybierany na inicjującej połączenie stacji stacjonarnej: 8-10-48-52-1234567
    - numer wybierany na inicjującej połączenie stacji komórkowej: +48-52-1234567

  - z USA
    - numer wybierany na inicjującej połączenie stacji stacjonarnej: 011-48-52-1234567